# 塔馬諾維奇
49°42′15″N 23°4′4″E / 49.70417°N 23.06778°E
塔馬諾維奇（烏克蘭語：Тамановичі），是烏克蘭西部的村莊，隸屬利維夫州的亞沃里夫區。該村始建於1940年，面積1.17平方公里，海拔高度267米，2001年人口208，人口密度每平方公里177.17人。